# Gardon (fiume)
Il Gardon (detto anche Gard) è un fiume che scorre nel sud della Francia. Il dipartimento francese del Gard (30) ne prende il nome.
La sua lunghezza è di 133 km, nasce dalla catena montuosa delle Cévennes e confluisce nel fiume Rodano (affluente di destra) all'altezza di Beaucaire, sulla riva opposta di Vallabrègues.
Anche diversi dei suoi affluenti sono chiamati Gardon.

## Comuni attraversati
(da monte a valle)
Saint-Martin-de-Lansuscle (sorgente), Saint-Germain-de-Calberte, Saint-Étienne-Vallée-Française, Mialet, Saint-Jean-du-Gard, Thoiras, Corbès, Générargues, Anduze, Tornac, Massillargues-Attuech, Boisset-et-Gaujac, Lézan, Cardet, Ribaute-les-Tavernes, Massanes, Vézénobres, Cassagnoles, Maruéjols-lès-Gardon, Ners, Cruviers-Lascours, Boucoiran-et-Nozières, Brignon, Moussac, Sauzet, Saint-Chaptes, La Calmette, Dions, Sainte-Anastasie, Poulx, Sanilhac-Sagriès, Collias, Vers-Pont-du-Gard, Castillon-du-Gard, Saint-Bonnet-du-Gard, Remoulins, Sernhac, Fournès, Meynes, Montfrin, Comps, Vallabrègues (confluenza).

## Immagini del Gardon

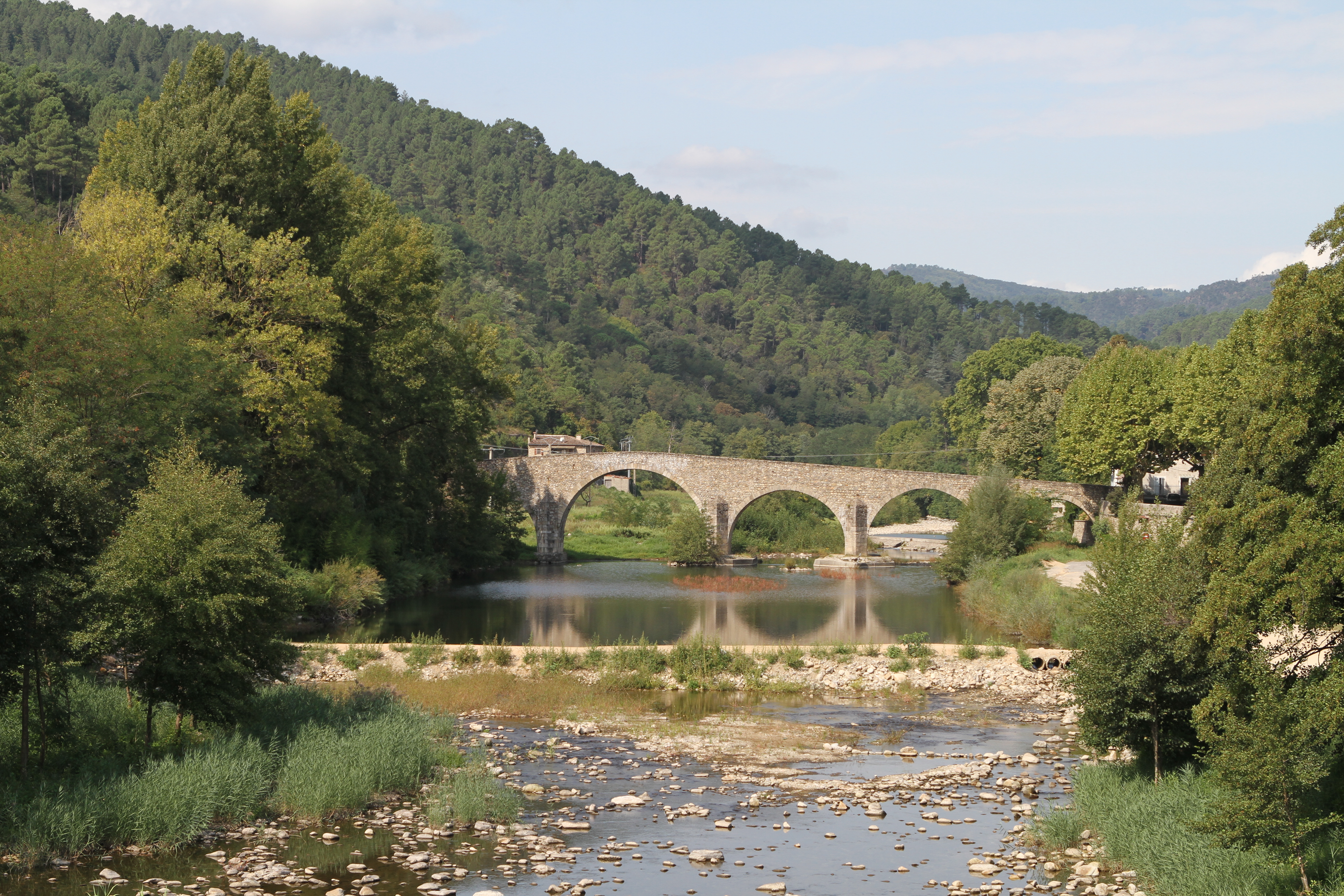
Il Gardon da Saint-Jean-du-Gard
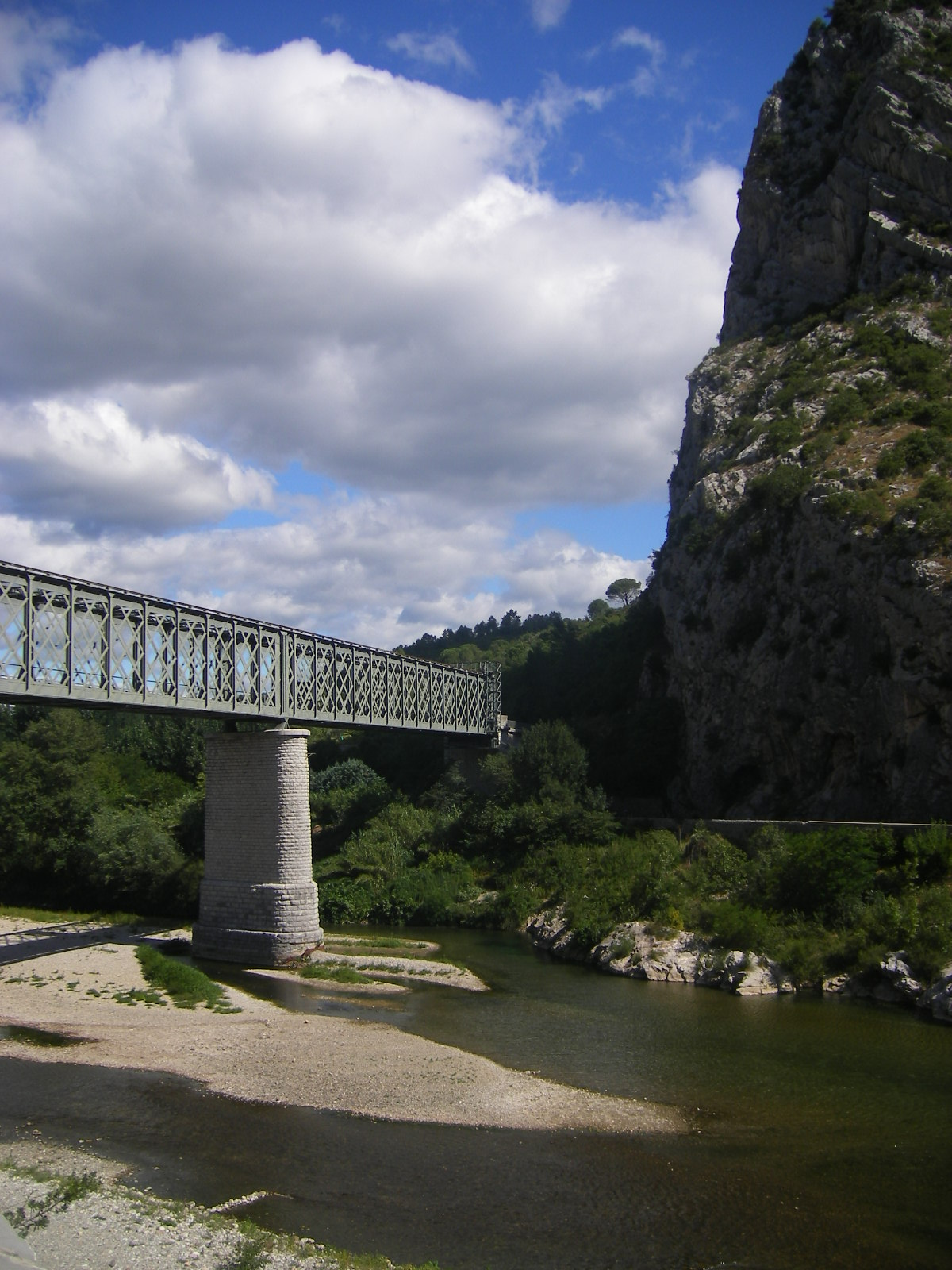
Il viadotto metallico del trenino a vapore delle Cévennes ad Anduze
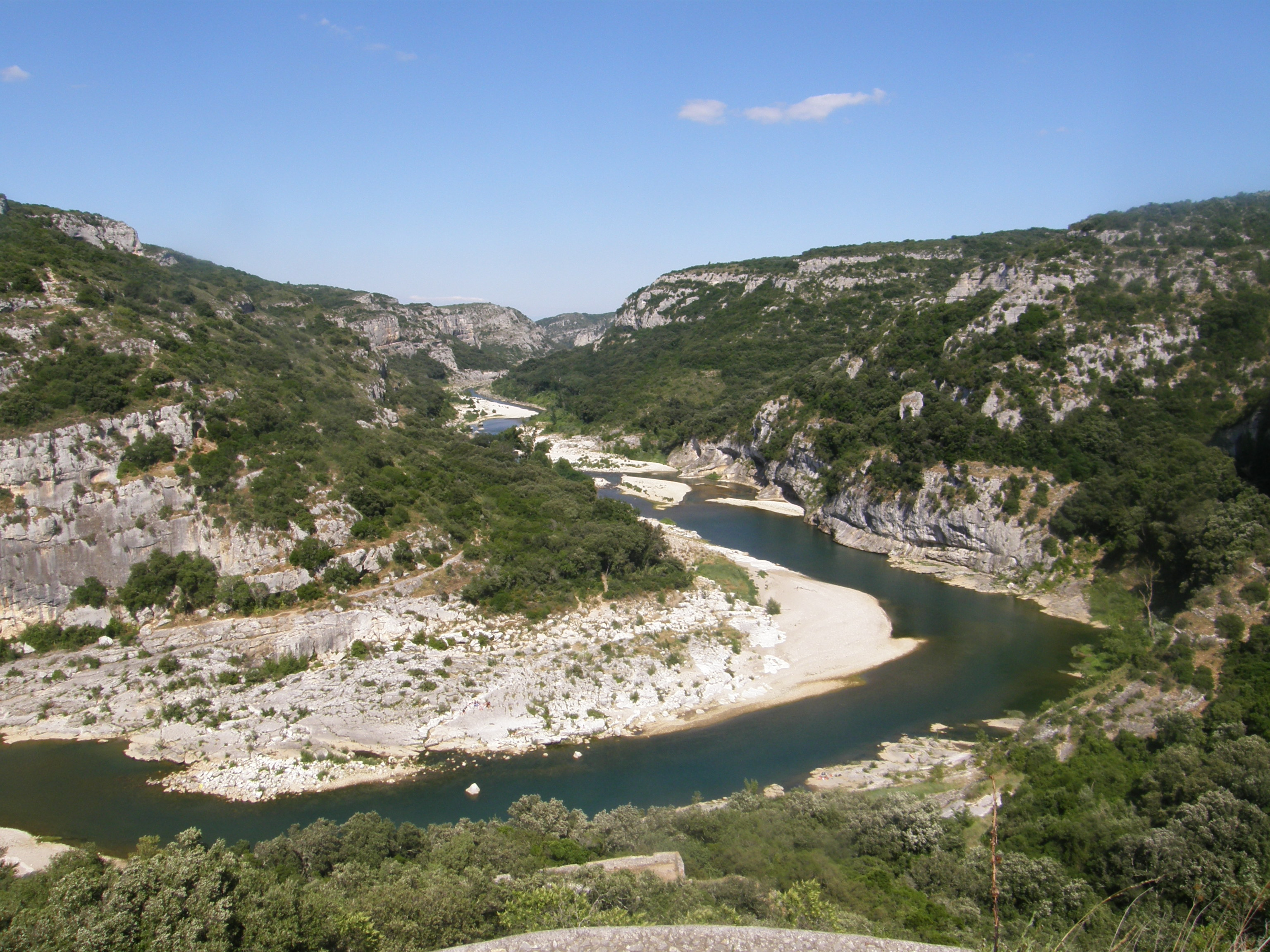
Le Gole del Gardon vicino a Sanilhac
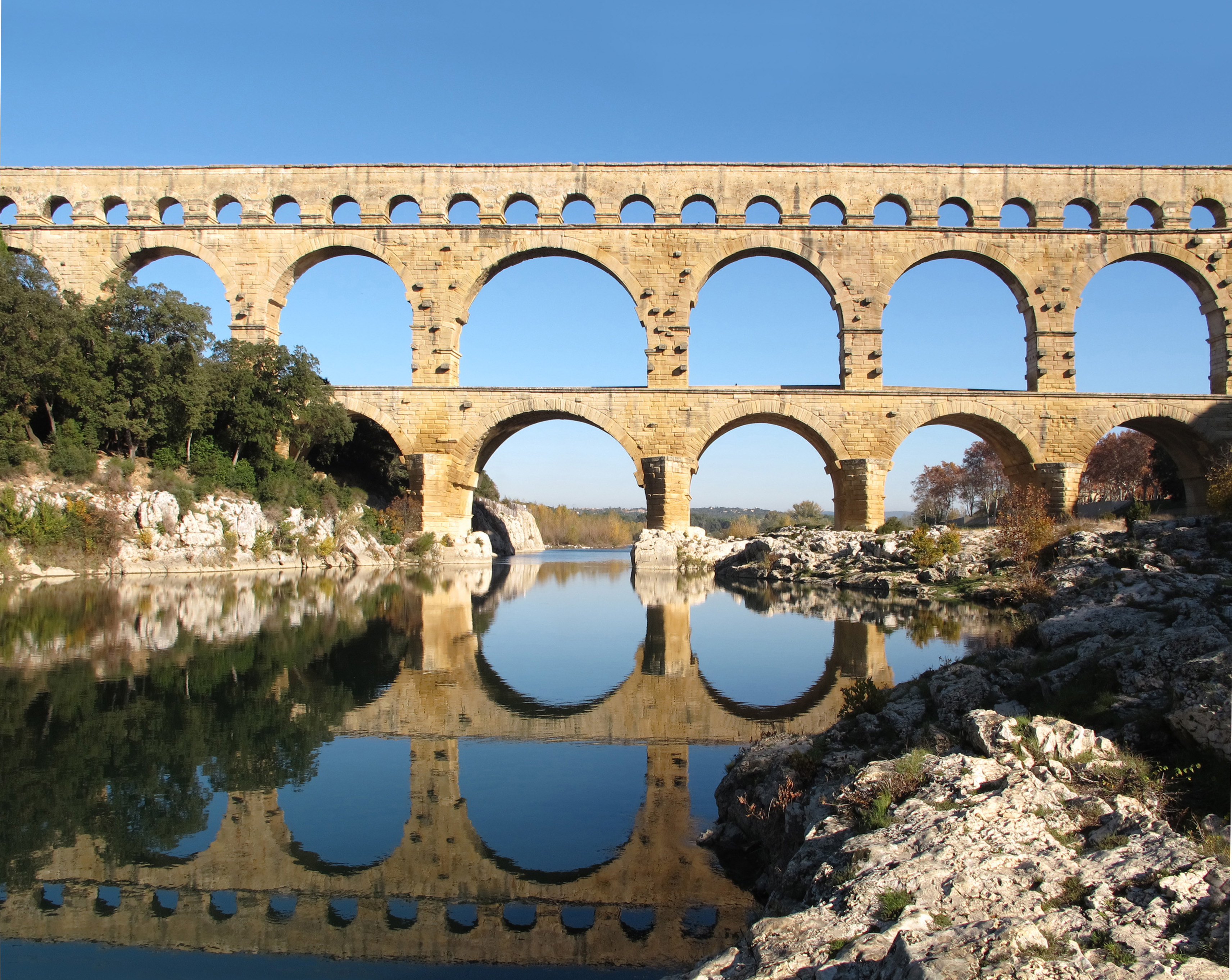
Il Gardon a Pont du Gard